# Ernst Fischermeier
Ernst Fischermeier (* 3. November 1952 in Nürnberg) ist ein deutscher Jurist und ehemaliger Richter am Bundesarbeitsgericht.

## Leben und Wirken
Nach rechtswissenschaftlichem Studium und Referendariat und den damit verbundenen Staatsexamina trat Fischermeier 1981 in den Justizdienst des Freistaats Bayern ein und wurde zunächst dem Arbeitsgericht Nürnberg zugewiesen. 1986 wurde er von der Universität Erlangen-Nürnberg mit der verwaltungsrechtlichen Schrift Die Inschutznahme im Denkmal- und Naturschutzrecht und ihre Bedeutung für das Verwaltungssachenrecht zum Dr. iur. promoviert.
Es folgten Abordnungen an das Landesarbeitsgericht Nürnberg und das Bayerische Staatsministerium für Arbeit und Sozialordnung. Zum 1. Oktober 1992 wurde Fischermeier in den Freistaat Sachsen versetzt und bekleidete dort die Stellung eines Vorsitzenden Richters am Sächsischen Landesarbeitsgericht.
Im Juni 1994 wurde Fischermeier zum Richter am Bundesarbeitsgericht ernannt und zunächst dem Zweiten Senat zugeteilt. 2001 wechselte er als stellvertretender Vorsitzender in den Zehnten Senat. Zum März 2005 wurde er Vorsitzender des vorwiegend für Tarifvertragsrecht zuständigen Sechsten Senats. Diese Position hatte er inne, bis er Ende Mai 2018 pensioniert wurde.
Als Vorsitzender des Sechsten Senats hat Fischermeier die Auslegung des neuen Tarifvertragsrechts im öffentlichen Dienst sowie die Rechtsprechung zum Insolvenzarbeitsrecht und zum kirchlichen Arbeitsrecht entscheidend beeinflusst. Die von ihm mit geprägte Jurisdiktion führte unter anderem zur Änderung des § 142 InsO. Insbesondere zum Recht der außerordentlichen Kündigung und dem Kirchenarbeitsrecht ist Fischermeier auch wissenschaftlich selbst hervorgetreten und hat sich durch seine Beiträge in arbeitsrechtlichen Fachkommentaren einen Namen gemacht.